# Jens Hage
Jens Hage (født 19. juni 1948) er en dansk tegner.
Jens Hage blev student fra Herlufsholm 1967, og allerede i gymnasieårene vidste han, at han ville være tegner. Hage tog filosofikum og søgte ind på både Det Kongelige Danske Kunstakademi og Den Grafiske Højskole. Han blev optaget på højskolen, hvor han gik fra 1970 til 1972.
Han blev så ansat i postordrefirmaet Berlingske Pladering, hvor han var reklamechef i 12 år. Da Berlingske Tidende udskrev en konkurrence for bladtegnere, deltog Jens Hage og vandt. Siden 1980 har han tegnet satiriske portrætter af politikere og andre kendte i denne avis. I 1985 tog han skridtet og blev selvstændig og bidrager derfor også til medlemsblade, fagblade og magasiner. I 1991 tegnede han en frimærkeserie over emnet Hold Danmark rent, og Hage var fast medlem af redaktionen på det satiriske årshæfte Blæksprutten.
Han tegner ansigtet til vinderne af Teaterflisen, som blievr nedlagt på Frederiksberg Allé.
Tegneren har modtaget en lang række priser bl.a. Den Gyldne Tegnestift og Best European Political Cartoonist.
Jens Hage sidder i bestyrelsen for Nivaagaards Malerisamling, han er medlem af Gadedrengekoret af Lillejuleaften 1977 og af bestyrelsen for Den Danske Publicistklub.